# Horace Mann Towner

Horace Mann Towner

Horace Mann Towner (* 23. Oktober 1855 in Belvidere, Illinois; † 23. November 1937 in Corning, Iowa) war ein US-amerikanischer Politiker und von 1923 bis 1929 Gouverneur von Puerto Rico.
Towner studierte an der University of Chicago und dem Union College of Law die Rechtswissenschaften. Er wurde 1877 in die Anwaltschaft aufgenommen und war bis 1880 als Anwalt in Prescott (Iowa) tätig. Danach arbeitete er für die Schulbehörde und wurde 1890 in Iowa als Bezirksrichter gewählt, was er bis Ende 1910 auch blieb. Von 1902 bis 1911 hielt er an der University of Iowa Vorlesungen über Verfassungsrecht. 1910 wurde er für die Republikanische Partei in das Repräsentantenhaus der Vereinigten Staaten gewählt, dem er vom 4. März 1911 bis zum 1. April 1923 für einen Wahlbezirk in Iowa angehörte. 1919–1923 war er der Vorsitzende (Republican Conference Chair) der House Republican Conference, das vierthöchste Amt in der republikanischen Führungsriege im Repräsentantenhaus. Er legte sein Mandat nieder, um Gouverneur von Puerto Rico zu werden, ein Amt, das er bis 1929 ausübte.